# Karana metallica
Karana metallica là một loài bướm đêm trong họ Noctuidae.